# OFC Club Championship 1999
In 1999 werd het OFC Club Championship voor de tweede keer georganiseerd. Alle wedstrijden werden in Fiji gespeeld. Het Australische South Melbourne FC won het toernooi. Als winnaar plaatste het zich voor de eerste editie van het wereldkampioenschap voor clubs (2000).

## Opzet
De negen clubs speelden in drie groepen van drie. De groepswinnaars en de beste nummer 2 plaatsten zich voor de halve finale.

## Wedstrijden
De wedstrijden werden gespeeld in Nadi en Lautoka.

### Eerste ronde

#### Groep A
| Datum | Winnaar            | Uitslag(en) | Verliezer      |
| ----- | ------------------ | ----------- | -------------- |
| 18-09 | South Melbourne FC | 2-1         | Malaita Eagles |
| 20-09 | Malaita Eagles     | 14-2        | Konica FC      |
| 22-09 | South Melbourne FC | 10-0        | Konica FC      |

| # | Club               | W-G-V | Pnt | V-T  |
| - | ------------------ | ----- | --- | ---- |
| 1 | South Melbourne FC | 2-0-0 | 4   | 12-1 |
| 2 | Malaita Eagles     | 1-0-1 | 2   | 15-4 |
| 3 | Konica FC          | 0-0-2 | 0   | 2-24 |

#### Groep B
| Datum | Winnaar  | Uitslag(en) | Verliezer |
| ----- | -------- | ----------- | --------- |
| 18-09 | Nadi FC  | 1-1         | AS Vénus  |
| 20-09 | Nadi FC  | 13-0        | Kiwi Club |
| 22-09 | AS Vénus | 14-1        | Kiwi Club |

| # | Club      | W-G-V | Pnt | V-T  |
| - | --------- | ----- | --- | ---- |
| 1 | AS Vénus  | 1-1-0 | 3   | 15-2 |
| 2 | Nadi FC   | 1-1-0 | 3   | 14-1 |
| 3 | Kiwi Club | 0-0-2 | 0   | 1-27 |

#### Groep C
| Datum | Winnaar                 | Uitslag(en) | Verliezer      |
| ----- | ----------------------- | ----------- | -------------- |
| 18-09 | Tafea F.C.              | 10-0        | SC Lotoha'apai |
| 20-09 | Central United Auckland | 16-0        | SC Lotoha'apai |
| 22-09 | Central United Auckland | 2-2         | Tafea F.C.     |

| # | Club                    | W-G-V | Pnt | V-T  |
| - | ----------------------- | ----- | --- | ---- |
| 1 | Central United Auckland | 1-1-0 | 3   | 18-2 |
| 2 | Tafea F.C.              | 1-1-0 | 3   | 12-2 |
| 3 | SC Lotoha'apai          | 0-0-2 | 0   | 0-26 |

### Knock-outfase
| Datum | Ronde        | Winnaar            | Uitslag(en)   | Verliezer               |
| ----- | ------------ | ------------------ | ------------- | ----------------------- |
| 24-09 | Halve finale | Nadi FC            | 1-0           | Central United Auckland |
| 24-09 | Halve finale | South Melbourne FC | 3-0           | AS Vénus                |
| 26-09 | 3e/4e plaats | AS Vénus           | niet gespeeld | Central United Auckland |
| 26-09 | Finale       | South Melbourne FC | 5-1           | Nadi FC                 |

OFC Club Championship: 1987 · 1999 · 2001 · 2005 · 2006 

OFC Champions League: 2007 · 2007/08 · 2008/09 · 2009/10 · 2010/11 · 2011/12 · 2012/13 · 2013/14 · 2014/15 · 2016 · 2017 · 2018 · 2019 · 2020 · 2021 · 2022 · 2023